# Criacionismo (alma)
No catolicismo, criacionismo é a doutrina de que a alma dos seres humanos seria depositada por Deus no momento da concepção ou durante o desenvolvimento embrionário.